# Sankt Markus Sogn (Frederiksberg)
 For alternative betydninger, se Sankt Markus Sogn. (Se også artikler, som begynder med Sankt Markus Sogn)
Sankt Markus Sogn er et sogn i Frederiksberg Provsti (Københavns Stift). Sognet ligger i Frederiksberg Kommune; indtil Kommunalreformen i 1970 lå det i Sokkelund Herred (Københavns Amt). I Sankt Markus Sogn ligger Sankt Markus Kirke.
Sognet udskiltes i 1902 fra Frederiksberg Sogn.
I Sankt Markus Sogn findes flg. autoriserede stednavne:
- Forum (bygning, station)
- Sankt Markus